# Uchoa
Uchoa é um município brasileiro do estado de São Paulo. Tem uma população estimada de 10.394 habitantes (IBGE/2022). A cidade faz parte da região metropolitana de São José do Rio Preto.

## História
A vila Córrego Grande iniciou-se por volta de 1910, com a construção de uma capela sob a invocação de São Miguel, circundada por pequenos casebres de barro, construída pelos primeiros moradores, Ubaldino Alvares Peres, Bruno Garisto, João Izaias, Marciano Ferreira da Silva, Vergílio Borges, Calil e Francisco Abdalla, entre outros. A chegada, em 1912, dos trilhos da estrada de ferro São Paulo Norte, atual FEPASA, deu grande impulso ao desenvolvimento da região. O topônimo foi escolhido em homenagem a um dos engenheiros da FEPASA.

#### Formação Administrativa
Distrito criado com a denominação de Inácio Uchoa, pela Lei nº 1.405, de 26-12-1913, subordinado ao município de Rio Preto. Nos quadros de apuração do recenseamento geral de 1-IX-1920, o distrito de Inácio Uchoa figura no município de Rio Preto. Elevado à categoria de município com a denominação de Inácio Uchoa, pela Lei nº 2.117, de 30-12-1925, desmembrado do município de Rio Preto. Sede no antigo distrito de Inácio Uchoa. Constituído do distrito sede. Instalado em 28-03-1926. Em divisão administrativa referente ao ano de 1933, o município de é constituído do distrito sede. Assim permanecendo em divisões territoriais datadas de 31-XII-1936 e 31-XII-1937. Pelo Decreto Estadual n.º 9.775, de 30-11-1938, o município de Inácio Uchoa tomou a denominação de Uchoa. No quadro fixado para vigorar no período de 1939-1943, o município de Uchoa (ex-Inácio Uchoa), é constituído do distrito sede. Em divisão territorial datada de 1-VII-1960, o município permanece constituído do distrito sede. Assim permanecendo em divisão territorial datada de 2009.

## Demografia
Dados do Censo - 2010
População total: 9.471
- Urbana: 8.801
- Rural: 670
- Homens: 4.707[7]
- Mulheres: 4.764

Densidade demográfica (hab./km²): 37,51

## Geografia
Localiza-se a uma latitude 20º57'10" sul e a uma longitude 49º10'29" oeste, estando a uma altitude de 485 metros. Possui uma área de 252,5 km².

### Rodovias
- SP-310

## Infraestrutura

### Comunicações
O sistema de telefones automáticos foi inaugurado na cidade em 1976 pela Telecomunicações de São Paulo (TELESP), que também implantou o sistema de discagem direta à distância (DDD) em 1985 com o código de área (0172). Anteriormente a cidade era atendida pela Cia. Telefônica Rio Preto, empresa administrada pela Companhia Telefônica Brasileira (CTB).
Na década de 90 o código DDD da cidade foi alterado para (017), para padronização do sistema telefônico com a telefonia celular que estava sendo implantada em todo o estado.

## Administração
- Prefeito:  Waldemir Antonio Pinheiro de Carvalho (Prof. Will)(2020)
- Vice-prefeito: Magrão
- Presidente da câmara: Marquinhos Beiga (2017/2018)

## Turismo
O turismo na cidade de Uchoa se iniciou em 2011 com a criação do Conselho Municipal de Turismo de Uchoa (COMTUR Uchoa). Desde então, a cidade desenvolveu potencial turístico com a criação do Café da Colônia, Museu do Carnaval, reforma do Pesqueiro Alta-Floresta, elevação do Armazém do Caparroz a ponto turístico e, recentemente, a criação do Museu de Paleontologia Pedro Candolo.

## Religião
O Cristianismo se faz presente na cidade da seguinte forma:

### Igreja Católica
- A igreja faz parte da Diocese de São José do Rio Preto.[14]

### Igrejas Evangélicas
- Assembleia de Deus Ministério do Belém.[15][16]
- Congregação Cristã no Brasil.[17]